# ニコランジル
ニコランジル（Nicorandil）は血管拡張薬の一つで、狭心症の治療に用いられる。商品名シグマート、中外製薬が製造販売。欧州、インド、アジアで入手できるが、米国では販売されていない。
狭心症は心筋の一時的な虚血発作であり、通常胸痛を伴う。これは、アテローム性動脈硬化症、冠動脈疾患、大動脈弁狭窄症等の疾患により引き起こされ得る。狭心症は、一般的には動脈硬化・プラークの進展による冠動脈内腔の狭窄から起こるが、ときに冠動脈の血管攣縮から生じる。この平滑筋収縮は、Rho-キナーゼ活性の亢進等、いくつかの機序による。Rho-キナーゼが活性化すると、ミオシンホスファターゼ活性が抑制され、カルシウム感受性が増加して過剰収縮がもたらされる。Rho-キナーゼは一酸化窒素合成酵素の活性をも抑制するので、一酸化窒素濃度が低下する。一酸化窒素の減少により、冠動脈の攣縮が惹起される。痙攣を起こす平滑筋細胞ではL型カルシウムチャネルの発現が増加しており、細胞内へのカルシウム流入が過剰となり、収縮過剰が発生する。
ニコランジルは狭心症治療薬の一つであり、硝酸エステルとしての作用とATP依存型カリウムチャネル(en)開口薬としての作用を併せ持つ。ヒトでは、ニコランジルは低濃度で太い冠動脈に対して硝酸エステル作用を発揮する。高濃度では、カリウムATPチャネルを開く事で冠動脈の抵抗性を減少させる。
またニコランジルのカリウムATPチャネル開口作用の発見は、日本人の手によってなされた。

## 効能・効果
錠剤：狭心症
注射剤：不安定狭心症、急性心不全（慢性心不全の急性増悪を含む）

## 禁忌
ニコランジルは、ホスホジエステラーゼ5阻害薬（シルデナフィル、バルデナフィル、タダラフィル）やグアニル酸シクラーゼ作動薬（リオシグアト）を投与中の患者には禁忌である。
また注射剤では、その他に、重篤な肝腎機能障害、腎機能障害、脳機能障害、低血圧のある患者、心原性ショック、アイゼンメンジャー症候群、原発性肺高血圧症、右室梗塞、脱水症状、神経循環無力症、閉塞隅角緑内障のある患者、硝酸・亜硝酸エステル系薬剤に対し過敏症の既往歴を持つ患者には禁忌である。

## 副作用
錠剤と注射剤に共通の重大な副作用として添付文書に記載されているものは、肝機能障害、黄疸、血小板減少であるが、錠剤では他に、口内潰瘍、舌潰瘍、肛門潰瘍、消化管潰瘍が記載されている。
治験時には、錠剤（副作用発現率：18.59%）では14.63%に頭痛が発生した他、嘔気（2.42%）、嘔吐（1.32%）等が発生した。注射剤（副作用発現率：16.80%）では、頭痛が4.27%に発現した。
他に、歯痛、鼻閉等の副作用がある。

## 作用機序
硝酸エステル作用：
ニコランジルは脱ニトロ化され一酸化窒素(NO)を生成し、グアニル酸シクラーゼを作動させて環状GMP（cGMP）の生成を増加させる。cGMPはプロテインキナーゼG（PKG）を活性化させて、GTPアーゼRhoAをリン酸化して活性を阻害し、Rhoキナーゼ活性を阻害する。Rhoキナーゼ活性が低下する事で平滑筋のカルシウム感受性が低下する。PKGは筋鞘のカルシウムポンプを駆動し、カルシウムを細胞外に放出する。PKGはカリウムチャネルに作用してカリウム流出を促進し、過分極とする事で電位依存性カルシウムチャネルを遮断する。最終的に、これらの作用に依って平滑筋が弛緩し、冠血管が拡張する。
カリウムATPチャネル開口作用：
ニコランジルはカリウムATPチャネルを開口し、カリウム流出を促進させる。細胞が過分極となり、電位依存性カルシウムチャネルが閉じる事で細胞内カルシウムイオン濃度が低下する。
ニコランジルの血管拡張作用は主として硝酸エステル作用に基づくが、ニトログリセリン等の硝酸エステルが無効の場合にも奏効することがある。カリウムATPチャネル開口作用が薬理学的心筋虚血耐性（プレコンディショニング）をもたらし、虚血状態に対する心筋保護作用を発揮する。ニコランジルは心筋細胞のミトコンドリア内のカリウムATPチャネルを活性化し、それが心保護作用に繋がっているようであるが、詳細な作用機序は未だ明らかではない。